# Rhizoecus desertus
Rhizoecus desertus är en insektsart som beskrevs av Ter-grigorian 1967. Rhizoecus desertus ingår i släktet Rhizoecus och familjen ullsköldlöss.
Artens utbredningsområde är Armenien. Inga underarter finns listade i Catalogue of Life.